# یواس‌اس ایلن (۱۸۹۶)
یواس‌اس ایلن (۱۸۹۶) (به انگلیسی: USS Aileen (1896)) یک کشتی بود که طول آن ۱۲۰ فوت (۳۷ متر) بود. این کشتی در سال ۱۸۹۶ ساخته شد.